# Ewen Cameron

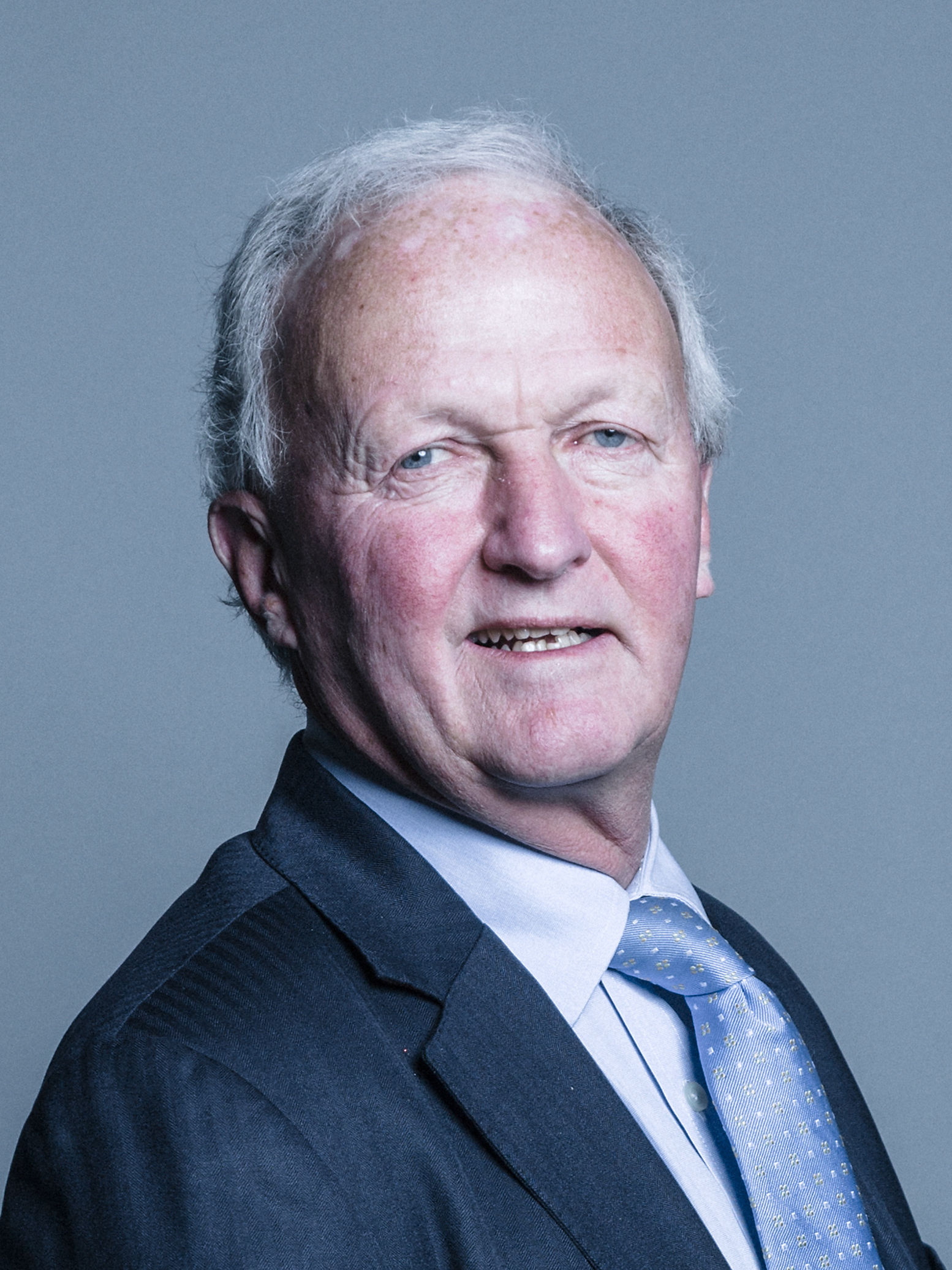
Ewen Cameron w 2018

Ewen James Hanning Cameron, baron Cameron of Dillington (ur. 24 listopada 1949), szkocki par, polityk i posiadacz ziemski, młodszy syn majora Allana Camerona (młodszego syna Donalda Waltera Camerona of Lochiel) i Mary Vaughan-Lee, córki pułkownika Arthura Vaughana-Lee.
Wykształcenie odebrał w Harrow School i Christ Church na Uniwersytecie w Oksfordzie, gdzie studiował historię współczesną. W 1971 r. został zarządcą Dillington Estates w hrabstwie Somerset. W latach 1995–1997 był przewodniczącym Krajowego Stowarzyszenia Ziemi i Biznesu. W latach 1997–2000 był członkiem rządowego Okrągłego Stołu ds. Zrównoważonego Rozwoju. W latach 1999–2004 stał na czele Countryside Agency. W latach 2000–2004 doradzał rządowi brytyjskiemu w sprawach wsi.
W 2003 r. otrzymał z rąk królowej Elżbiety II tytuł szlachecki, a 29 czerwca 2004 r. został kreowany dożywnotnim parem jako baron Cameron of Dillington. Lord jest członkiem Royal Institute of Chartered Surveyors oraz Królewskich Stowarzyszeń Rolniczych.
W 1975 r. poślubił Caroline Anne Ripley, córkę H. D. Ripleya. Ewewn i Caroline mają razem trzech synów i córkę:
- Ewen Allan Hanning Cameron (ur. 10 lipca 1977)
- James Alexander Hanning Cameron (ur. 14 maja 1979)
- Angus Derek Hanning Cameron (ur. 19 marca 1983)
- Flora Patricia Elizabeth Cameron (ur. 13 października 1986)